# Gargantua i Pantagruel
Gargantua i Pantagruel, romaneskni ciklus u pet svezaka francuskog književnika, redovnika i liječnika Francoisa Rabelaisa, nastao između 1532. i 1564. Spoj je pučke kulture i humanističkog pogleda na svijet, te vrhunski primjer groteske u književnosti Smatra se pretečom forme romana i remek-djelom galskog humora. Ciklus opisuje podvige i doživljaje obitelji divova poznate iz srednjovjekovne književnosti. Prva dva toma objavljena su pod anagramskim pseudonimom Alcofribas (Alcofrybas) Nasier. Izvori ciklusa su u pučkoj predaji i folkloru, poglavito u anonimnome djelu "Veliki i neprocjenjivi ljetopisi velikoga i golemoga diva Gargantue" (franc. Les Grandes et inestimables cronicques du grant et énorme géant Gargantua) iz 1532.
Glavni likovi Rabelaisovog ciklusa su div Gargantua, njegov sin Pantagruel, i Pantagruelov pratitelj, lukavi nevaljalac Panurge.
Prve dvije knjige Pantagruel (1532.) i Gargantua (1534.) opisuju podrijetlo svojih junaka. Pritom parodiraju genealogiju iz Evanđelja. Opisuju njihovo rođenje, djetinjstvo, školovanje, gozbe i ratovanja. Pantagruel je div goleme snage i apetita, a djetinjstvo mu je puno čudnovatih zgoda. Školuje se na sveučilištu u Parizu, gdje prima pismo od oca, u kojem se izlažu temeljni ideali francuske renesanse. U Parizu Pantagruel susreće lukavog bitangu Panurgea, koji će ga pratiti tijekom čitavog ciklusa. U dijelu "Gargantua" čija radnja kronološki prethodi "Pantagruelu" Rabelais ismijava starinsku skolastičku pedagogiju, i suprotstavlja je novim, humanističkim idealima kralja Franje I., koji je nastojao reformirati francusku crkvu.
Treća knjiga (Le Tiers Livre, 1546.) smatra se najboljim ostvarenjem ciklusa. Najizrazitije je obilježena humanističkim duhom. U njoj je Pantagruel postao mudrac, a Panurge je opsjednut samim sobom i pitanjem treba li se oženiti. Savjetuje se s različitim prorocima i mudracima. Rabelais progovara o ljubavi, braku i spolnim odnosima. Ismijava vračare, sudce i pjesnike. U potrazi za odgovorom na svoju dvojbu, Panurge nagovara Pantagruela i prijatelje na putovanje s njim k proročištu Svete boce.
Četvrta knjiga (Le Quart Livre, 1552.), najizrazitije satirična, prati junake na putu k Svetoj boci. Odražava zanimanje Rabelaisova vremena za istraživanjem dalekih krajeva, i parodija je Odiseje i mita o Argonautima. U Petoj knjizi (Le Cinquième Livre, 1564.) družina stiže u hram Svete boce, a Panurge na svoje pitanje dobiva tek odgovor "Pijte!". Autentičnost Pete knjige dovodi se u pitanje; neki smatraju da se sastoji od Rabelaisovih nedovršenih rukopisa i tekstova drugih autora.

## Vanjske poveznice
- Knjige: Francoise Rabelais: Gargantua i Pantagruel (Matica hrvatska)  Arhivirana inačica izvorne stranice od 5. veljače 2018. (Wayback Machine)